# K.L. Poll

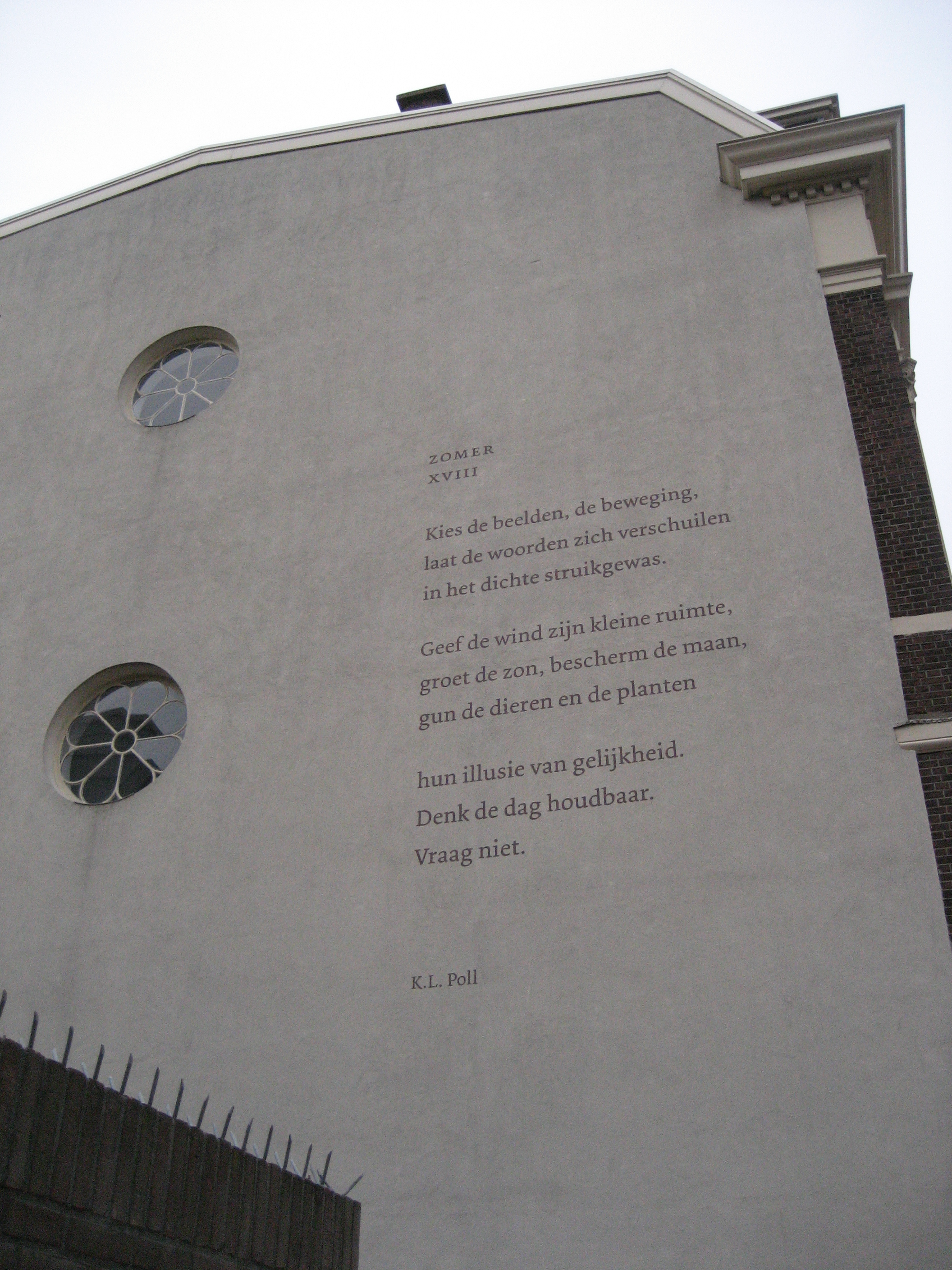
Muurgedicht van K.L. Poll in Den Haag

K.L. Poll, ook wel Bert Poll, volledige naam Kornelis Lubbertus Poll (Dordrecht, 5 oktober 1927 - Den Haag, 14 november 1990) was een Nederlandse journalist en schrijver.

## Levensloop
Poll studeerde rechten aan de Rijksuniversiteit Leiden. Hij was redacteur van het Haagse dagblad Het Vaderland en later hoofd van de kunstredactie van het Algemeen Handelsblad dat in 1970 fuseerde met de Nieuwe Rotterdamse Courant. Later was hij chef van het Cultureel Supplement van NRC Handelsblad en publiceerde daarin ook zelf veel kritieken en essays. In 1951 trad hij in Aerdenhout in het huwelijk met Françoise Johanna de Muinck Keizer.
In 1959 richtte Poll het Hollands Weekblad op, dat enige jaren later naar zijn verschijningsfrequentie het Hollands Maandblad ging heten met als ondertitel "Tijdschrift over politiek en cultuur". Hij publiceerde daarin letterkundige kritieken, een aantal essays en humoristische beschouwingen over filosofie. In een van zijn stukjes pleitte hij voor de invoering van een "ironieteken" als nieuw leesteken. In 1990 ontving hij de G.H. 's-Gravesandeprijs voor zijn "bijzondere verdiensten voor de literatuur".
K.L. Poll was als redacteur de initiatiefnemer van de wetenschapsbijlage van NRC Handelsblad en in 1983 richtte hij een "Vereniging voor Onderwijs, Kunst en Wetenschap (OKW)" op, in eigen woorden "een onafhankelijke muis [die] niet zou misstaan naast de olifant van de culturele staatszorg" en het culturele leven zou moeten verlevendigen. De vereniging, nu een stichting, organiseert lezingen en geeft boeken uit.

## Publicaties
- Rakelings (1959), gedichten
- In huis (1965), gedichten
- Zonder mirakels (1965), beschouwingen
- Bijdrage tot troost en luxe (1967), gedichten
- De eigen vorm (1967), beschouwingen
- Het masker van de redelijkheid (1969), beschouwingen
- Verlangen naar almacht (1974), eerste deel van de essayserie Formules voor een moraal
- De logica van November (1975), gedichten
- Een dienstreis voor burgers (1976), tweede deel van de essayserie Formules voor een moraal
- Emma Kwartier (1978), roman
- Het principe van de omweg (1980), essays
- Wennen aan de vrede (1981), derde deel van de essayserie Formules voor een moraal
- Een tijd voor constructies (1983)
- Op het eiland van nu (1984)
- Anna (1985)
- Een kleine zomerreis (1985)
- Het meer van de ondank (1987)
- De gouden lamp (1989)
- De wil van de natuur (1990)

## Secundaire literatuur
- Bart de Man, "Poging tot Polemiek met Poll", in: De Brakke Hond, jaargang 7 (1990), nummer 25
- G.J. van Bork en P.J. Verkruijsse, "Poll, K.L." in: De Nederlandse en Vlaamse auteurs (1985)
- K. Schippers schreef een tweeregelig versje over Poll: "Kunst is nooit een lolletje / voor meester K.L. Polletje"